# Frühlingsluft
Frühlingsluft (en français, Air de printemps) est une opérette en trois actes d'Ernst Reiterer qui reprend les airs connus de Josef Strauss ; le livret de Karl Lindau et Julius Wilhelm s'inspire du vaudeville français Coquin de Printemps d'Adolf Jaime et Georges Duval. Elle est donnée pour la première fois le 9 mai 1903 au Venedig in Wien.

## Synopsis
Vienne au printemps vers la fin du XIXe siècle et le début du XXe siècle.

### Premier acte
L'étude d'un avocat
Le baron von Fallersee et sa femme Ida, qui pourrait être sa fille, attendent maître Gustav Landtmann dans son bureau. Le couple veut divorcer et Me Landtman est un avocat réputé. Chez lui, les cas se règlent rapidement : l'avocat flirte avec les clientes et rend leurs maris jaloux. Cela marche surtout au printemps. Sa femme Emilie était l'une de ses clientes. Elle est donc suspicieuse qu'il soit infidèle. Elle vient demander de l'aide à sa mère Apollonia Knickebein de lui fournir l'"Air du printemps", un parfum envoutant, avec lequel elle a séduit son père.
Mais Apollonia n'est pas seule. Il y a aussi chez elle son mari Vizenz, son neveu Felix, sa nièce Berta et sa nouvelle bonne Hanni, une naïve provinciale. Quand elle découvre la garde-robe, elle est tentée de porter les robes magnifiques qui sont à Emilie. Alors qu'elle porte un manteau de fourrure et un chapeau élégant, elle rencontre Fritz Hildebrandt, l'employé aux écritures. Il confond vite Hanni avec la comtesse Harbach, une cliente de son employeur, et tombe amoureux d'elle. Hanni joue le jeu, accepte sa flatterie mais se refuse à lui. Un peu plus tard, Fritz croise Hanni dans son costume de bonne et tombe de nouveau amoureux.

### Deuxième acte
Un pavillon de jardin
Fritz Hildebrandt ne sait pas s'il est amoureux de la comtesse Harbach ou de Hanni. La jeune fille veut continuer à s'amuser de lui. Elle écrit une lettre où elle se fait passer pour la comtesse et lui donner rendez-vous au Prater.
Apollonia découvre les relations qu'entretient son gendre avec ses clientes. Elle tombe ainsi sur lui avec Ida. Ida pense que son mari est un Casanova : il l'a vu avec la danseuse Isabella Negrelli. Apollonia croit qu'elle est une des nombreuses maîtresses de l'avocat. La moutarde monte au nez d'Apollonia, quand il invite Ida à passer quelques jours de vacances avec Emilie.
Mais Vizenz, le père d'Emilie, est à son tour touché par l'air du printemps, il tombe amoureux de la nouvelle bonne. Quand il se rend compte qu'elle ne veut pas de lui, il va vers la danseuse qu'il invite au Prater.

### Troisième acte
Le Prater
Fritz Hildebrandt attend avec impatience le rendez-vous avec la comtesse. Mais quand il réalise que la comtesse et Hanni sont la même personne, il est estomaqué.
Apollonia cherche désespérément l'occasion de donner l'élixir à son gendre. Elle découvre par surprise celui-ci avec Isabella Negrelli. Il joue lourdement le charmeur. La danseuse s'éloigne. Apollonia en profite pour parler avec elle.
Entretemps, le baron von Fallersee arrive au Prater. Alors que la veille il voulait divorcer, il veut aujourd'hui reconquérir Ida, motivé par la jalousie qu'a provoquée l'avocat. Emilie Landtmann et Apollonia Knickebein le croisent. Quand Emilie voit son mari danser la valse avec la baronne, elle s'évanouit et est récupérée par le vieux baron. Mais elle en fait exprès. Gustav Landtmann et Vinzenz Knickebein se retrouvent auprès de lui et adressent des reproches au baron. Durant la dispute, les choses sont mises au clair et c'est ainsi que l'avocat se réjouit que les Fallersee veulent toujours être ensemble.

## Orchestre
Deux flûtes, deux hautbois, deux clarinettes, deux bassons, quatre cors, deux trompettes, trois trombones, une harpe et des percussions.